# إليزابيث هيرش
إليزابيث هيرش (بالإنجليزية: Elisabeth Hirsch)‏ هي كاتبة للأطفال وكاتِبة أمريكية، ولدت في 2 فبراير 1983 في برايس في الولايات المتحدة.